# Latowicz (gmina 1870–1954)
Latowicz (do 1870 i 1915–1919 miasto Latowicz) – dawna gmina wiejska istniejąca w latach 1870–1939 w Warszawskiem. Siedzibą władz gminy była osada miejska Latowicz.
Gmina Latowicz powstała za Królestwa Polskiego – 31 maja 1870 w powiecie mińskim w guberni warszawskiej w związku z utratą praw miejskich przez miasto Latowicz i przekształceniu jego w wiejską gminę Latowicz w granicach dotychczasowego miasta.
W 1915 roku niemieckie władze okupacyjne wprowadziły administrację cywilną i przekształciły gminę Latowicz w miasto, liczące w 1916 roku 2281 mieszkańców;. Władze polskie nie uznały jednak Latowicza za miasto w 1919 roku, przez co gmina stała się ponownie jednostką formalnie wiejską.
W okresie międzywojennym gmina Latowicz wchodziła w skład powiatu mińskiego w woj. warszawskim. Składała się nadal z samego Latowicza i liczyła 2180 mieszkańców. 26 lutego 1923 do gminy Latowicz włączono wieś Wymyśle ze zniesionej gminy Łukowiec, przez co gmina Latowicz przestała być gminą jednoosadową. 1 kwietnia 1939 do gminy Latowicz dołączono jeszcze wieś Dąbrówka z gminy Jeruzal.
Po II wojnie światowej jednostka zachowała przynależność administracyjną. Według stanu z dnia 1 lipca 1952 gmina składała się z dwóch gromad: Latowicz i Dąbrówka. Jednostka została zniesiona 29 września 1954 roku wraz z reformą wprowadzającą gromady w miejsce gmin. Powstała wówczas gromada Latowicz.
1 stycznia 1973 roku powstała obecna gmina Latowicz obejmująca w przybliżeniu obszar dawnych gmin Latowicz i Wielgolas.